# Franz Samohyl
Franz Samohyl (* 3. April 1912 in Wien; † 14. Juni 1999 ebenda) war ein österreichischer Violinist, Konzertmeister des Wiener Staatsopernorchesters und Hochschullehrer.

## Leben
Franz Samohyl begann seine Musikausbildung 1929 an der Musikakademie Wien bei Julius Stwertka und setzte diese Studien nach der Reifeprüfung ab 1931 fort. Er besuchte von 1933 bis 1935 die Meisterkurse für Kammermusik bei Franz Mairecker und schloss private Studien bei Ernst Morawec und Arnold Rosé an.
Er gründete 1930 das Wiener Philharmonia Quartett, mit dem er Auslandsreisen wie etwa nach England, Ungarn, Italien und Deutschland unternahm. Samohyl war ab 1932 Konzertmeister des Wiener Kammerorchesters und ab 1934 des Orchesters der Volksoper Wien. Ab 1936 war er Erster Geiger der Wiener Philharmoniker und des Wiener Staatsopernorchesters, als dessen Konzertmeister er 1947 fungierte.
Von 1946 bis 1982 war er an der Wiener Musikakademie beziehungsweise Wiener Musikhochschule (heute Universität für Musik und darstellende Kunst Wien) tätig, wo er Violin- und Bratschenunterricht erteilte und von 1964 bis 1972 Dekan der Abteilung Streich- und Saiteninstrumente war. Zusätzlich unterrichtete er in der Zeit von 1964 bis 1974 am Mozarteum in Salzburg. Er wurde am Döblinger Friedhof bestattet.
Zu seinen Studenten zählten unter anderem Michael Frischenschlager, Nicolas Geremus, Thomas Kakuska, Bijan Khadem-Missagh, Heinrich Koll, Rainer Küchl, Hiro Kurosaki, Gerhard Schulz, René Staar und Helmut Zehetmair.

## Auszeichnungen
- 1946: Ernennung zum Professor an der Akademie für Musik und darstellende Kunst
- 1965: Silbernes Ehrenzeichen für Verdienste um die Republik Österreich
- 1966: Mozart-Medaille der Mozartgemeinde Wien
- 1970: Österreichisches Ehrenkreuz für Wissenschaft und Kunst I. Klasse
- 1972: Silberne Ehrenmedaille der Bundeshauptstadt Wien
- 1976: Großes Silbernes Ehrenzeichen für Verdienste um die Republik Österreich
- 1977: „Nicolai-Medaille“ in Gold für hervorragende Verdienste um die Wiener Philharmoniker
- 1980: Silbernes Komturkreuz des Ehrenzeichens für Verdienste um das Bundesland Niederösterreich
- 1982: Japanischer Orden des Heiligen Schatzes
- 1987: Goldenes Ehrenzeichen für Verdienste um das Land Wien
- 1988: Goldene Ehrenmedaille der Universität Mozarteum Salzburg